# Конёк Годлевского
Конёк Годлевского, или забайкальский конёк (лат. Anthus godlewskii), — вид птиц из семейства трясогузковых. Подвидов не выделяют. Видовое название дано в честь польского зоолога В. А. Годлевского (1831—1900) .

## Описание
Конёк Годлевского достигает длины 15–17 см и массы от 17 до 30,5 г; похож на лесного конька, но окраска с рыжим налётом, особенно на груди, коготь заднего пальца почти прямой. От краснозобого конька отличается светлыми ногами.

## Распространение
Вид распространён в равнинных и горных степях Центральной и Восточной Азии от восточного Алтая и восточного склона Монгольского Алтая к востоку до Большого Хингана. К северу до южного склона Танну-Ола, южного склона хребта Сангилен, восточнее к северу предположительно до 50-й параллели, в Забайкалье до 53-й параллели. Южные пределы распространения не выяснены, предположительно к югу до северной границы Тибетского нагорья. Обитает в кустарниковой и каменистой степи.

## Питание
Питается насекомыми и их личинками, мелкими моллюсками и червями.

## Размножение
Гнездится на сухих склонах гор и холмов. Гнездо в углублениях почвы, выстлано сухими стеблями и листьями, а лоток конским волосом и пухом. В полной кладке 3—5 светло-серых яиц с бурыми крапинками. Насиживает кладку самка 12 дней. Птенцы вылупляются в течение суток. Самец кормит самку на гнезде в конце насиживания.